# Michael Haneke : Profession réalisateur
Pour plus de détails, voir Fiche technique et Distribution.
Michael Haneke : Profession réalisateur (allemand : Michael Haneke – Porträt eines Film-Handwerkers) est un documentaire franco-allemand réalisé par Yves Montmayeur et sorti en 2013,,.

## Synopsis
Le film présente le cinéaste autrichien Michael Haneke par le biais d'interviews du réalisateur ainsi que quelques-uns des acteurs qui ont marqué son œuvre. Le documentaire s'attarde et analyse principalement la méthode de travail du réalisateur, sans évoquer ni sa vie privée, ni son interprétation de ses films.

## Distribution
- Michael Haneke : lui-même
- Jean-Louis Trintignant : lui-même
- Yves Montmayeur : lui-même
- Susanne Lothar : elle-même
- Josef Bierbichler : lui-même
- Emily Cox : elle-même
- Béatrice Dalle : elle-même
- Isabelle Huppert : elle-même
- Juliette Binoche : elle-même
- Emmanuelle Riva : elle-même